# 枝窪純子
枝窪 純子（えだくぼ じゅんこ、1995年3月18日 - ）は、日本の女優、タレント。千葉県出身。

## 来歴
千葉県千葉市出身。
2011年より活動開始。
2015年、秋田書店主催のミスコン「ミスヤングチャンピオン2015」後期試験に合格。ヤンチャン学園 音楽部の3期生として約1年間アイドル活動をしていた。。2016年9月24日にグループを卒業。

## 出演
役名の太字は主演作品。

### 舞台
- 別世界カンパニー 青い鳥（2011年7月、アトリエフォンテーヌ） - 第二の子供/ピエレット 役
- 別世界カンパニー 新説・坂本龍馬（2011年10月、アトリエフォンテーヌ） - 奥沢栄助 役
- 別世界カンパニー 新撰組伝・夢章（2012年1月、タイニイアリス） - 宮川和馬/相馬主計 役
- 別世界カンパニー 幕末純情伝（2012年3月、アトリエフォンテーヌ） - 一万田康人/徳川一郎丸 役
- 武士道 渡り鳥(2013年1月、彩の国さいたま芸術劇場) - 灯 役
- 武士道 宮本伊織〜激情の二天一流〜(2013年10月、武蔵野芸能劇場) - 沙織 役
- 武士道 信長〜魔王降臨〜(2014年1月、彩の国さいたま芸術劇場) - 細川ガラシャ 役
- Human b.プロデュース 降り注ぐは流星(2014年5月、ワーサルシアター八幡山) - 高岡翼 役
- 武士道 片倉小十郎〜龍の右腕〜(2014年9月、武蔵野芸能劇場) - 伊月 役
- HiRunder ドッグレース・ライフ(2014年10月、ザムザ阿佐ヶ谷) - 今村雪乃 役
- セブンスキャッスル WAR→P! in Fantasy 〜神託の花嫁と夜明けの鍵〜(2014年11月、東十条アッサンブラージュ) - ジュビリア 役
- 観覧舎 回帰熱(2015年1月、OFF・OFFシアター) - 有坂桜 役
- FPアドバンス 新選組外伝〜馳せし蒼へ響き渡れ〜(2015年2月、明石スタジオ) - 明里 役
- 白鳥歌舞喜 明滅往来師〜狂いに気付かぬ世のために〜(2015年7月、武蔵野芸能劇場)- 芽依 役
- メディア・ワークス プロデュースVol.6 不知森の神石～アル・カポネに出逢ったら～(2015年10月、六行会ホール) - サンディ 役
- セブンスキャッスル WAR→P! in Fantasy 〜暦星と虹の冠〜(2015年11月、BASEMENT MONSTAR) - デイシー 役
- 青少年健全育成事業 守るべき未来の光たち(2016年1月)- 新米 役
- 白鳥歌舞喜 おろち伝説2016〜添えぬそれぞれの想い〜(2016年4月、吉祥寺シアター)- 睦希 役
- 青少年健全育成事業 守るべき未来の光たち(2016年6月)- 新米 役
- 劇団軌跡 また逢おうと竜馬は言った(2016年12月、萬劇場) - ケイコ 役
- 白鳥歌舞喜 おろち伝説 第二章(2017年1月、吉祥寺シアター)- 睦希 役
- オラクルナイツ WAR→P! in Troupe 〜鈍色のカーテンコール〜(2017年4月、BASEMENT MONSTAR) - 墨絵純 役
- しみくれ#1 ずっとここにある小さな塊(2017年5月、阿佐ヶ谷アルシェ)- 内藤和美 役
- 青色有線第4回本公演 甘い文句(2017年8月、浅草九劇)- 夏希 役
- 劇団KⅢプロデュースvol.4 ウソの歴史のツクリカタ－トアル物書きの話－(2017年12月、参宮橋トランスミッション)- コトハ 役
- 青色有線第5回本公演 私信、ユートピアにて。(2018年2月、シアター風姿花伝)- 芹那 役
- オラクルナイツ WAR→P! in Fantasy 〜芽ぐみの雨と水鏡の試練〜(2018年5月、BASEMENT MONSTAR) - リラセア 役
- 白鳥歌舞喜 泉姫退治-SENHIMETAIJI-(2018年7月、すみだパークスタジオ倉)- 帆奈 役
- ラテはおいしいミルクのこと　もくもく～中短編詰め合わせパック～(2018年10月、阿佐ヶ谷アートスペースプロット) - デストロイヤー 役　他
- 白鳥歌舞喜 泉姫退治-SENHIMETAIJI-(2019年2月、すみだパークスタジオ倉)- 雄須路 役
- オラクルナイツ WAR→P! in Fantasy 〜封印の聖祭と憂国の戦乙女〜(2019年4月、BASEMENT MONSTAR) - フィアニー/ミメッサ 役
- 星乃はぐ主宰公演vol.1 黙祷-Silent Prayer-(2019年11月、プロトシアター) - 岸辺 役　他

### PV
- 武士道第五陣公演「以蔵-IZOH-」 - 妃 役
- 武士道第七陣公演「渡り鳥」 - 灯 役

### MC
- ライブ「That's Dream Collection」＠池袋mismatch
- つるせよさこい祭り

### 雑誌
- ヤングチャンピオン-2015ミスヤングチャンピオンファイナリスト

### ラジオ
- GIRLS♥GIRLS♥GIRLS =flying high=（2015年1月3日 -、FM-FUJI） - ヤンチャン学園音楽部 土夜にヤングチャンピオン[5]